# Atak na więzienie w Akce
Atak na więzienie w Akce – operacja przeprowadzona przez żydowską, podziemną, paramilitarną organizację Irgun dnia 4 maja 1947 roku w Akce w celu odbicia z więzienia znajdujących się tam bojowników Irgunu i Lechi.

## Więzienie w Akce
W XVI wieku Akka została zdobyta przez Imperium Osmańskie. Ówczesny zarządca miasta rozbudował je, między innymi fortecę z czasów krzyżowców. W okresie Mandatu Palestyny Brytyjczycy przekształcili to miejsce w więzienie, w którym umieszczani byli, między innymi, bojownicy żydowskiego podziemia. Miało to być najbardziej strzeżone miejsce w Palestynie. Otoczone było murami, a ze wschodu i północy dodatkowo fosą. Od zachodu twierdza graniczyła z morzem. Jak pisał Menachem Begin, miejsce to znajdowało się w dzielnicy, w której mieszkali wyłącznie Arabowie, a sama Akka otoczona była licznymi obozami wojskowymi. Więzienie było postrzegane jako Bastylia i symbol imperialnej dominacji Wielkiej Brytanii. Było to jedno z dwóch głównych więzień na terenie Palestyny.
W tamtym czasie w więzieniu znajdowało się 163 żydowskich bojowników, 60 z Irgunu, 22 z Lechi oraz 5 z Hagany, a także 400 Arabów.

## Przygotowanie do operacji
Dowództwo Irgunu nie podejmowało wcześniej żadnych prób odbicia więźniów ze względu na budowę twierdzy, wojskową obecność i arabskie otoczenie. Przebywający w twierdzy więzień Etan Liwni – członek Irgunu – usłyszał od współwięźnia, który pracował w magazynie nafty w południowej części więzienia, że zza ściany można usłyszeć głosy mieszkańców miasta. Liwni postanowił poinformować pocztą podziemną o tym dowództwo Irgunu sugerując, iż ściana magazynu może zostać użyta do zrobienia wyłomu w murach.
W celu weryfikacji tych informacji i sprawdzenia warunków w Akce Amichaj Paglin (Gidi) i Dow Kohen (Szimszon), przebrani za Arabów lub brytyjskich żołnierzy, dokonali wcześniejszego rekonesansu. Z ich relacji dowództwo wywnioskowało, że atak na więzienie jest możliwy do przeprowadzenia. Dodatkowo, w całej Akce utworzono punkty obserwacyjne zdające raporty. Dla dowództwa Irgunu największym problemem nie była kwestia zrobienia wyłomu, tylko zdolność więźniów dotarcia do niego. W tym celu przez kilka dni przemycano do twierdzy ładunki wybuchowe mogące ułatwić im wysadzanie metalowych drzwi wewnątrz więzienia. Robili to rodzice więźniów, którzy mieli pozwolenia na przynoszenie osadzonym jedzenia.
Dowództwo Irgunu uznało, że tylko 41 więźniów może zostać uwolnionych ze względów logistycznych (30 z Irgunu i 11 z Lechi).
Dzień przed operacją podzielono bojowników na poszczególne oddziały, którym wydano brytyjskie mundury korpusu inżynierów i poinstruowano, jak mają się zachowywać. Trzech z członków Irgunu miało udawać Arabów. Do ataku Irgun przygotował trzytonową ciężarówkę, dwie wojskowe i dwie cywilne furgonetki oraz jeepa dowódcy.

## Przebieg operacji
4 maja konwój samochodów wjechał do miasta. Wojskowe furgonetki pojechały w stronę targowiska, z kolei ciężarówka zaparkowała w okolicach bramy do twierdzy. Początek operacji wyglądał tak, jakby brytyjscy żołnierze przyjechali naprawiać kable telefoniczne. Bojownicy weszli na budynek przylegający do murów więzienia i rozpoczęli montowanie na ścianie ładunków wybuchowych. W tym samym czasie dwa oddziały rozmieszczono na drodze wiodącej do twierdzy w celu osłony i obserwacji okolicy. Jeden z nich dowodzony był przez Awszaloma Chawiwa. Kolejna grupa, przebrana za Arabów, rozlokowała się na północy miasta z moździerzem w celu ostrzelania pobliskiego obozu wojskowego. Miało to na celu związanie walką Brytyjczyków, którzy ruszyliby na pomoc broniącemu się więzieniu. Z kolei jeep dowodzenia zatrzymał się na stacji benzynowej przy wjeździe do nowego miasta. Tam, na drodze, rozłożono miny i podpalono stację. Więźniowie przebywający w twierdzy zostali również wcześniej poinformowani o zamiarze ich odbicia. O godzinie 15.00 cele zostały otwarte, aby zatrzymani mogli skorzystać ze spacerniaka. Bojownicy, którzy nie zostali wytypowani do uwolnienia, mieli za zadanie przygotować dywersję od wewnątrz.

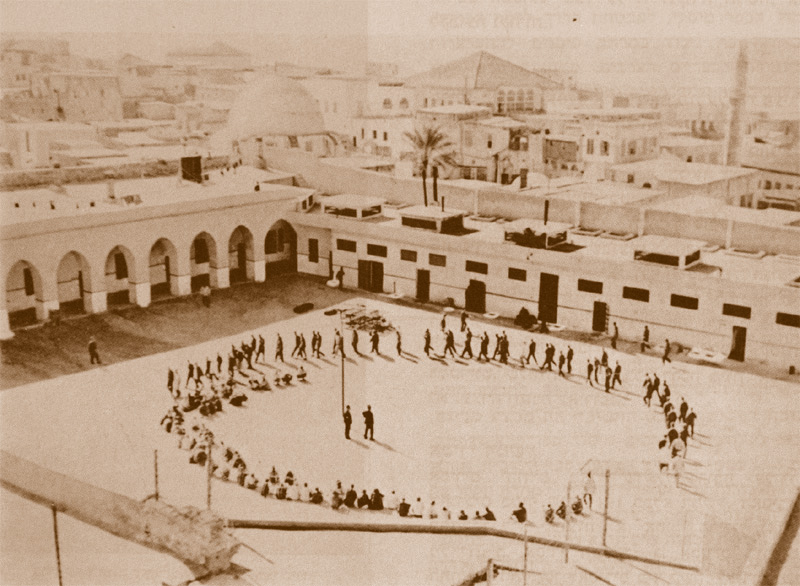
Plac spacerowy w więzieniu

O godzinie 16.22 wysadzono mur twierdzy. Grupa uderzeniowa pod wyłomem nawiązała walkę z ochroną więzienia (Begin twierdził, iż w tamtym czasie obsadę więzienia stanowiło ponad 150 policjantów). Brytyjczycy od razu poprosili o wsparcie pobliski posterunek policji oraz bazę wojskową na północy miasta. Prawdopodobnie żadne z posiłków nie dotarły na miejsce. Samochód policyjny został zatrzymany przez minę, a wojskowa ciężarówka została ostrzelana. Dodatkowo oddział z moździerzem rozpoczął ostrzał bazy wojskowej. Do miasta zdołał jednak dotrzeć brytyjski oddział, który przebywał na południe od miasta.

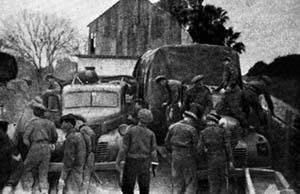
Bojownicy Irgunu w mundurach brytyjskiej armii

Wewnątrz twierdzy, więźniowie Irgunu i Lechi rozpoczęli akcję dywersyjną, torując sobie jednocześnie drogę do wyłomu, wysadzając przemyconymi ładunkami drzwi. Wewnątrz więzienia, zwłaszcza wśród niepoinformowanych o akcji więźniów arabskich, wybuchła panika. Dodatkowo podpalono zbiorniki nafty i oleju w celu zdezorganizowania strażników. Grupa uderzeniowa obrzuciła granatami budynki otaczające mur torując drogę uciekającym. Dzięki temu pierwsza grupa więźniów przedostała się do furgonetki i odjechała. Jednak kierowca pomylił drogę i skierował się na południe, wprost na przebywający tam oddział wojskowy. Nie udało się zawrócić pojazdu i uciekający wjechali w mur cmentarza. Żołnierze zaczęli ścigać uciekających. Pozostali przy życiu bojownicy skierowali się w stronę stacji benzynowej, z której odjechali pojazdem wojskowym. Po drodze zatrzymali się przy jeepie, żeby zabrać z niego broń i amunicję, i w efekcie Brytyjczycy ich dogonili. Wywiązała się walka, z której tylko trzem bojownikom udało się wyjść cało. Schowali się oni na polu kukurydzy, jednak po jakimś czasie zostali tam znalezieni. W trakcie wymiany ognia zginął Dow Kohen i Zalman Lifszic. 5 z 13 więźniów zginęło, 6 zostało rannych, a tylko dwóm się nic nie stało. Wszyscy, którzy przeżyli zostali jednak złapani przez Brytyjczyków.
W trakcie ucieczki okazało się, że dwa oddziały mające osłaniać odwrót, nie usłyszały sygnału nawołującego do wycofania się. W jednym z nich byli Awszalom Chawiw, Me’ir Nakar i Ja’akow Wajs. Po dłuższej walce z Brytyjczykami zostali oni zatrzymani. Ten sam los spotkał drugi oddział.
Druga furgonetka z uciekającymi opuściła miasto bezpiecznie. Dotarli oni do kibucu Dalia, stamtąd na pieszo ruszyli w stronę Binjaminy. Tam w dzielnicy Nachalat Żabotyński zostali ukryci i rozwiezieni do wcześniej ustalonych miejsc.
W rezultacie udało się uwolnić 27 więźniów, ośmiu uciekinierów zostało ponownie aresztowanych. Aresztowano także 5 bojowników, którzy brali udział w ataku. Z twierdzy udało się także uciec 182 Arabom. Z kolei „The Palestine Post” podała 5 maja, że z więzienia uciekło 131 Arabów i 120 Żydów. 11 maja wciąż brakowało 158 Arabów i 29 Żydów.

## Po ataku

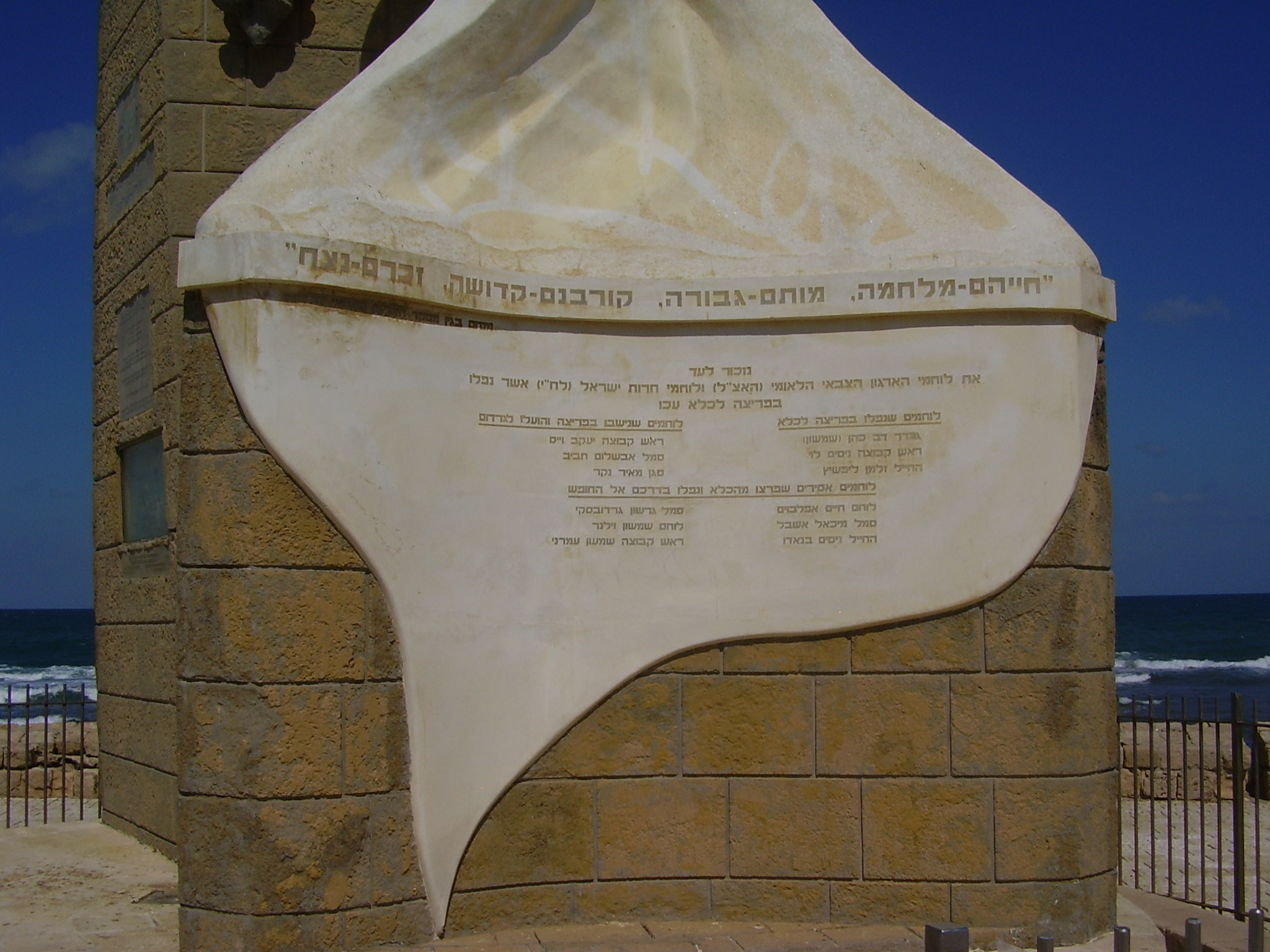
Pomnik upamiętniający atak na więzienie, Akka

Trzy tygodnie po ataku odbył się proces aresztowanych bojowników, którzy brali udział w ataku. Chawiw, Nakar i Wajs, złapani w okolicy więzienia z bronią, zostali skazani na śmierć przez powieszenie. W związku z karą śmierci, którą karano w Mandacie Palestyny m.in. zabójstwa, oraz poniesioną ofiarę, to trzej bojownicy zostali włączeni w poczet Olej ha-Gardom. Dwaj pozostali członkowie Irgunu, Amnon Micha’eli (Michalow) i Menachem Ostrowicz (Zitterbaum) zostali złapani bez broni. Sztab Irgunu sfałszował ich dokumenty i podczas ich obrony przedstawione zostały zaświadczenia, iż obaj nie mają skończonych 18 lat. Wobec tego zostali skazani na dożywocie.
6 maja w „Palestine Post” pojawił się artykuł, w którym skrytykowano środki bezpieczeństwa panujące w Palestynie. Zwrócono uwagę, że obszar mandatu stał się areną działań przestępczych gangów powodujących liczne szkody. Nadmieniono, że hotel King David został wysadzony przez mleczarza, koszary policyjne w Saronie zostały zaatakowane przez pracowników poczty, a więzienie w Akce zaatakował oddział armii brytyjskiej.
Atak na więzienie został zauważony w Organizacji Narodów Zjednoczonych. Jak informowała „The Palestine Post” ucieczka ta została zauważona i przyćmiła prace organizacji. Wzmocniła ona brytyjskie środowiska lewicowe, które dopominały się jak najszybszego wycofania wojska z Palestyny. Wydarzenie to mogło także wpłynąć na autorytet Wielkiej Brytanii, która dopuściła do szturmu tak ważnego więzienia, w mieście zamieszkanym głównie przez Arabów.